# 蝦夷地別件
『蝦夷地別件』(えぞちべっけん)は、船戸与一による歴史小説。新潮社のレーベルである"新潮ミステリー倶楽部"の収録作として、1995年に上下2巻の書下ろしで刊行された。
18世紀末の蝦夷地で松前藩の場所請負人に対しアイヌの民が起こしたクナシリ・メナシの戦いを題材としており、船戸にとって初の本格的な歴史小説である。蝦夷地は現在の北海道、目梨はその東部である。題名の由来と思われるものに、老中・田沼意次が蝦夷地に派遣した幕吏一行の蝦夷地探検に関する一件書類のほか、寛政元年(1789年)のクナシリ・メナシ騒動をめぐる飛騨屋の吟味、青嶋俊蔵の処罰関係文書が含まれた『蝦夷地一件』(天明4年 - 寛政2年／1784年 - 1790年)という記録文書が残っている。
1995年『このミステリーがすごい! '96年版』第3位、同年『週刊文春ミステリーベスト10』第7位、1996年第14回日本冒険小説協会大賞受賞(国内部門)。2013年に劇団ピープルシアターによって演劇が制作上演された。

## あらすじ
18世紀末、苦難に喘ぐふたつの民族が択捉島で接触した。ロシアの南下政策を阻むため、武装したアイヌを尖兵とし極東地域へ軍を誘導しようと画策するポーランド貴族マホウスキ。蝦夷地から和人を駆逐することを悲願とする国後島に住むアイヌの脇長人ツキノエ。両者の利害は一致した。1年後に和人の使う火縄式より新式の鉄砲300挺の取引を約したツキノエは、鉄砲の到着までは和人の目を引く行動を慎むよう長人達に厳命した。
マホウスキはシベリア地方の都市イルクーツクで、結社の仲間から悪い知らせを受ける。極東進出を主張していたスースロフ将軍が、女帝エカチェリーナⅡ世の不興を買って失脚したというのだ。アイヌに渡す鉄砲が確保できなければ、南下政策によって祖国ポーランドが蹂躙されるのは火を見るより明らかだ。状況を打開すべくマホウスキは、宮廷のあるペテルブルクへ向かった。
かたや蝦夷地では、和人に対するアイヌの民の怒りと憎しみは限界に達しつつあった。そんな最中にツキノエはマホウスキの使いから鉄砲の到着が遅れるとの知らせを受ける。鉄砲なしで和人と戦っても勝ち目はない。アイヌ民族の悲願は風前の灯火であったが、好戦的な長人とそれに煽られる民を抑えるのはすでに困難で、蝦夷地で火の手が上がるのは必至となっていた。はたして鉄砲300挺は届くのか？ ツキノエは逸まった行動を取らぬよう息子のセツハヤフに念を押し、アイヌに伝わる儀式を行うため少年達を連れて択捉へ向かった。
ツキノエが国後を離れた隙に和人への襲撃が始まり、目梨地方もそれに続いた。しかし非戦派の目梨の総長人らの活動によって、蝦夷地全土に燃え拡がるには至らなかった。アイヌの蜂起は松前藩に伝わり鎮撫軍が目梨に派遣された。国後を臨む野付嶋に陣営を構え武備の違いを誇示する。目梨方面が帰順したため国後は孤立した。鎮撫軍が遣わした使者が提示する帰順の条件に、奸計が潜んでいることを察したツキノエだったが抗戦の術はすでに失われていた。まさに燃え尽きんとする国後アイヌの命運をまえに、ツキノエは民の命脈を繋ぐため苦渋の決断を下す。

## 主な登場人物

### ロシア
- ステファン・マホウスキ　救国ポーランド貴族団の一員
- ミハウ・クラコヴィッチ　同貴族団の指導者
- サロモン・トレンヴィツキ　ペテルブルグ近衛連隊東部地区隊所属の帝国陸軍中尉で同貴族団の一員
- ドーザク　オロッコ人の通詞
- ナズナーツィン　ロシア正教分離派・鞭身派の祈祷師
- ニコライ・イヴァノヴィッチ・チェコフスキー　皇帝特別官房秘密局六等管

### 国後島

#### 古釜布(フルカマップ)
- 勘平　"飛騨屋"の運上屋支配人
- 吉兵衛　"飛騨屋"の番人
- 六造　"飛騨屋"の番人
- ツキノエ　古釜布の脇長人
- マツケニ　ツキノエの妻
- セツハヤフ　浜辺の集落の長人 ツキノエの息子
- オペルヨフ　セツハヤフの妻
- ハルナフリ　セツハヤフの息子
- イコリハヤ二　セツハヤフの弟
- サンキチ　古釜布の総長人
- ホニシアイヌ　サンキチのひとり息子
- マメキリ　船着き場の集落の長人 サンキチの弟
- ヨイマイラ　マメキリの妻 ハスマイラの妹
- モシランケ　高台の集落に住む長老
- キララ　モシランケの孫娘
- ミントレ　高台の集落の長人
- サキオマツ　ミントレの妻
- ドルコエ　通詞の若者

#### 留夜別(ルヤベツ)
- コタントシ　ツキノエのかつての戦友で腹心を務める同胞

#### 乳軽別(チツカルベツ)
- シラクフル　和人との戦いで忠類への連絡役を務めた同胞

#### 泊(トマリ)
- ルライ　和人との戦いで厚岸への連絡役を務めた同胞

### 目梨

#### 厚岸(アツケシ)
- 洗元　鎌倉建長寺から遣わされた、本草学の心得のある臨済宗の僧
- 静澄　上野寛永寺から遣わされた天台宗の僧
- 佐吉　厚岸の旅籠"飛騨屋"の番頭
- 伝七　"飛騨屋"の運上屋支配人
- 仁平　"飛騨屋"の番人
- 銀次　江戸から流れてきた凶状持ち
- イコトイ　岩鼻の集落に住む総長人 ツキノエの甥
- オッケニ　イコトイの母親 ツキノエの妹
- マぺルキリ　イコトイに使える松前帰りの若者
- カリケイシ　イコトイの警護役
- キニサップ　岩鼻の集落の長人
- シモチ　船着き場の集落の長人
- オプケウシ　岬の集落の長人
- ゲンノカリ　岬の集落の漁を得意とする若い同胞
- ハスマイラ　ゲンノカリの妻
- ウカリマツ　岬の集落の四十代半ばの女
- アカリユシ　洗元の養成所で働く少年

#### 標津(シベツ)
- ゴスカルリ　江戸暮らしの経験のあるアイヌ

#### 忠類(チュウルイ)
- ホロエメキ　忠類の長人 アイヌと山靼人のクオーター
- シトウルカ　ゴスカルリの従兄

#### 野付嶋(ノツカマップ)
- 久市　"飛騨屋"の番人
- ションコ　野付嶋の総長人 ツキノエの縁戚

#### 根室(ネモロ)
- 三次　"飛騨屋"の番人
- イウンコシケ　根室の長人

### 択捉島
- アラキライ　紗那の集落の同胞

### 松前
- 新井田孫三郎　松前藩番頭 松前鎮撫軍・監軍
- 新井田登勢　孫三郎の後妻
- 松前道広　松前藩主
- 松前監物　松前藩家老職
- 松前平角　松前藩目附 松前鎮撫軍・副監軍
- 氏家忠勝　松前藩沖の口奉行
- 助右衛門　松前藩の足軽 新井田が目梨に放った間諜
- 秋本玄瑞　松前鎮撫軍随行医
- 阿部屋伝兵衛　宗谷と留萌の場所を請け負う商人

### 江戸
- 葛西政信　幕府御家人の次男 新陰流の覚えのある浪人
- 葛西政明　幕府の奥右筆 政信の兄

## 書籍
- 1995年5月 四六上製本 (上下巻) 新潮社
- 1998年6月 (上中下巻) 下巻解説/井家上隆幸 新潮文庫
- 2012年1月 (上中下巻) 小学館文庫

## 演劇
- 2013年10月 東京芸術劇場シアターウエスト 全10公演

　脚本・演出・美術 森井陸　企画・制作 ピープルシアター